# Mistrovství světa v ledním hokeji 2008 (Divize I)
V rámci turnaje Mistrovství světa v ledním hokeji divize I se o možnost účastnit se v roce 2009 hlavního turnaje mistrovství světa utkalo ve dnech 13.–19. dubna 2008 12 týmů. Ty byly rozděleny do dvou nezávislých šestičlenných skupin. Vítězný celek každé skupiny si pro příští rok zajistil účast v hlavním turnaji, naopak poslední týmy sestoupily do divize II.

## Skupina A
Utkání se hrála v Rakouském Innsbrucku, v TWK aréně. Roli favorita potvrdil domácí celek, který v celku s přehledem zvítězil. Překvapením byly výkony Jihokorejců, kteří sice nakonec sestoupili do divize II, ale ještě 61 sekund před koncem rozhodujícího duelu s Nizozemskem vedli 5:4. Pak ale přišla nešťastná teč a vlastní gól Yoon Kyung Wona a v poslední minutě prodloužení pak rozhodl o sestupu Jihokorejců Jamie Schaafsma.
| Poř. | Tým            | Z | V | VP | PP | P | Skóre | B  |
| ---- | -------------- | - | - | -- | -- | - | ----- | -- |
| 1.   | Rakousko       | 5 | 5 | 0  | 0  | 0 | 34:12 | 15 |
| 2.   | Kazachstán     | 5 | 3 | 1  | 0  | 1 | 21:12 | 11 |
| 3.   | Polsko         | 5 | 2 | 1  | 1  | 1 | 18:17 | 9  |
| 4.   | Velká Británie | 5 | 2 | 0  | 1  | 2 | 19:17 | 7  |
| 5.   | Nizozemsko     | 5 | 0 | 1  | 0  | 4 | 15:30 | 2  |
| 6.   | Korea          | 5 | 0 | 0  | 1  | 4 | 8:27  | 1  |

 Nizozemsko -  Kazachstán 3:6 (1:3, 1:0, 1:3)
13. dubna - Innsbruck
 Velká Británie -  Polsko 1:2sn (0:1, 1:0, 0:0 - 0:0)
13. dubna - Innsbruck
 Jižní Korea -  Rakousko 0:8 (0:3, 0:4, 0:1)
13. dubna - Innsbruck
 Polsko -  Nizozemsko 6:4 (2:2, 1:1, 3:1)
14. dubna - Innsbruck
 Kazachstán -  Jižní Korea 5:1 (2:0, 1:0, 2:1)
14. dubna - Innsbruck
 Rakousko -  Velká Británie 10:5 (4:3, 3:0, 3:2)
14. dubna - Innsbruck
 Jižní Korea -  Velká Británie 1:4 (0:1, 0:1, 1:2)
16. dubna - Innsbruck
 Polsko -  Kazachstán 3:4sn (0:1, 0:1, 3:1, 0:0)
16. dubna - Innsbruck
 Rakousko -  Nizozemsko 5:1 (0:0, 1:1, 4:0)
16. dubna - Innsbruck
 Velká Británie -  Nizozemsko 8:1 (2:0, 4:0, 2:1)
18. dubna - Innsbruck
 Polsko -  Jižní Korea 4:1 (0:0, 2:1, 2:0)
18. dubna - Innsbruck
 Kazachstán -  Rakousko 3:4 (1:1, 1:2, 1:1)
18. dubna - Innsbruck
 Nizozemsko -  Jižní Korea 6:5pp (2:1, 2:3, 1:1 - 1:0)
19. dubna - Innsbruck
 Kazachstán -  Velká Británie 3:1 (1:1, 0:0, 2:0)
19. dubna - Innsbruck
 Rakousko -  Polsko 7:3 (1:1, 5:0, 1:2)
19. dubna - Innsbruck

Mistrovství světa divize I 2008, skupina B se konalo od 13. do 19. dubna 2008 v japonském Sapporu.

## Skupina B
Zápasy skupiny B se odehrály v japonském Sapporu, v Tsukisamu Sapporo Aréně. Předpokládalo se, že o postupu se rozhodne ve vzájemném duelu domácího celku s Ukrajinou. Japonsko však nečekaně prohrálo po dvou neuznaných gólech z nichž nejméně jeden určitě platit měl (nutno však podotknout, že rozhodčí nemohl posoudit situaci na videu) s Maďarskem a to se pak postaralo o obrovské překvapení, když ve vzájemném duelu porazilo i Ukrajinu 4:2 a bez ztráty bodu postoupilo mezi elitu.
| Poř. | Team       | Z | V | VP | PP | P | Skóre | B  |
| ---- | ---------- | - | - | -- | -- | - | ----- | -- |
| 1.   | Maďarsko   | 5 | 5 | 0  | 0  | 0 | 22:7  | 15 |
| 2.   | Ukrajina   | 5 | 3 | 1  | 0  | 1 | 18:8  | 11 |
| 3.   | Japonsko   | 5 | 3 | 0  | 1  | 1 | 19:10 | 10 |
| 4.   | Litva      | 5 | 2 | 0  | 0  | 3 | 9:21  | 6  |
| 5.   | Chorvatsko | 5 | 0 | 1  | 0  | 4 | 5:15  | 2  |
| 6.   | Estonsko   | 5 | 0 | 0  | 1  | 4 | 9:21  | 1  |

 Chorvatsko -  Ukrajina 0:4 (0:1, 0:1, 0:2)
13. dubna - Sapporo
 Estonsko -  Maďarsko 3:5 (1:2, 2:1, 0:2)
13. dubna - Sapporo
 Litva -  Japonsko 0:5 (0:4, 0:0, 0:1)
13. dubna - Sapporo
 Ukrajina -  Estonsko 3:1 (0:0, 2:1, 1:0)
14. dubna - Sapporo
 Maďarsko -  Litva 6:0 (2:0, 2:0, 2:0)
14. dubna - Sapporo
 Japonsko -  Chorvatsko 3:0 (1:0, 0:0, 2:0)
14. dubna - Sapporo
 Chorvatsko -  Estonsko 2:1sn (0:1, 1:0, 0:0 - 0:0)
16. dubna - Sapporo
 Ukrajina -  Litva 6:1 (4:0, 1:1, 1:0)
16. dubna - Sapporo
 Maďarsko -  Japonsko 4:2 (0:0, 3:1, 1:1)
16. dubna - Sapporo
 Estonsko -  Litva 1:4 (0:1, 1:1, 0:2)
18. dubna - Sapporo
 Maďarsko -  Chorvatsko 3:0 (0:0, 1:0, 2:0)
18. dubna - Sapporo
 Japonsko -  Ukrajina 2:3sn (0:0, 2:2, 0:0 - 0:0)
18. dubna - Sapporo
 Litva -  Chorvatsko 4:3 (0:2, 1:0, 3:1)
19. dubna - Sapporo
 Japonsko -  Estonsko 7:3 (4:2, 1:0, 2:1)
19. dubna - Sapporo
 Ukrajina -  Maďarsko 2:4 (0:2, 2:1, 0:1)
19. dubna - Sapporo